# Stella Oduah
 (mars 2023).
Stella Ogiemwonyi, née Oduah le 5 janvier 1962, est une sénatrice nigériane et ancienne ministre de l'aviation. Elle est confirmée au poste ministériel, prête serment le 2 juillet 2011 et est déployée au ministère de l'aviation le 4 juillet 2011. Elle a cependant est relevée de ses fonctions de ministre de l'aviation le 12 février 2014. Elle a également été active dans la campagne politique de l'ancien président Goodluck Jonathan, où elle a occupé le poste de directrice de l'administration et des finances de sa campagne,. En 2013, elle est l'une des délégués choisis par le président pour assister à l'investiture du pape François avec David Mark, président du Sénat, et Viola Onwuliri, ministre des Affaires étrangères. Le 23 février 2017, Punch Newspaper rapporte que les comptes de ses quatre sociétés ont été gelés pour des dettes présumées de 16 412 819,06 $ et de 100 493 225,59 N par la Haute Cour fédérale de Lagos. Les quatre sociétés sont Sea Petroleum and Gas Company Limited, Sea Shipping Agency Limited, Rotary Engineering Services Limited, et Tour Afrique Company Limited avec 21 comptes bancaires.
Elle est impliquée dans de nombreuses controverses, allant de l'achat exagéré de voitures BMW à l'épreuve des balles, sans suivre la procédure prévue, aux allégations selon lesquelles Stella Oduah-Ogiemwonyi aurait menti sur la façon dont elle a obtenu un diplôme MBA du St Paul's College. Cependant, le site d'information SaharaReporters a cité, le 6 janvier 2014, les autorités du St. Paul's College, où Mme Oduah prétend avoir étudié pour obtenir sa licence et sa maîtrise, en disant qu'elles ne lui ont jamais décerné de MBA, car l'université n'a même pas d'école ou de programme d'études supérieures. Elle a déclaré qu'elle utiliserait son second mandat pour lutter contre la toxicomanie et éradiquer le cancer.

## Biographie
Oduah est née de Igwe D.O. Oduah de Akili-Ozizor, Ogbaru L.G.A. dans l'État d'Anambra le 5 janvier 1962. Oduah-Ogiemwonyi a obtenu son baccalauréat et sa maîtrise (respectivement en comptabilité et en administration des affaires) aux États-Unis. Elle est rentrée au Nigeria en 1983 et rejoint la Nigerian National Petroleum Corporation. En 1992, elle quitte la NNPC pour créer la Sea Petroleum & Gas Company Limited (SPG), un distributeur indépendant de produits pétroliers au Nigeria,.

## Carrière au Sénat et politique
En 2015, elle est élue au Sénat nigérian pour représenter le district sénatorial d'Anambra Nord. Elle est l'une des sept seules femmes élues au 8e, avec Rose Okoji Oko, Uche Ekwunife, Fatimat Raji Rasaki, Oluremi Tinubu, Abiodun Olujimi et Binta Garba. Oduah est réélue pour un second mandat au Sénat en 2019. Le 9 février, la Commission des crimes économiques et financiers (EFCC) a inculpé Stella Oduah et la filiale nigériane du géant chinois de la construction, CCECC, pour des transactions frauduleuses en espèces d'environ 5 milliards de dollars sur cinq mois en 2014,.
Le 26 août 2021, Stella Oduah quitte le People's Democratic Party pour rejoindre le All Progressives Congress Lorsqu'on lui a posé la question, elle déclare,: « J'ai rejoins le parti au pouvoir parce que je voulais changer le "récit politique" dans la région du Sud-Est du pays. »